# Scubapro
Scubapro ist ein Hersteller von Sporttauchausrüstungen. Scubapro beschäftigt über 400 Angestellte in 17 Niederlassungen, in 13 Ländern, auf 4 Kontinenten. Das Unternehmen gehört neben anderen Herstellern im Bereich Wasserfahrzeuge, Marineelektronik, Tauchausrüstung und Outdoor-Ausrüstung zu Johnson Outdoors Inc., einem Outdoor-Konzern mit Hauptsitz in Racine, Wisconsin. In Deutschland ist Scubapro seit 1975 mit einem Sitz vertreten, der sich seit Juli 2018 in Nürnberg befindet.

## Geschichte
Scubapro wurde 1962 als Tochter des Unternehmens Healthways gegründet. Nachdem Healthways Ende 1962 nahezu insolvent war, wurde die Sparte Scubapro 1963 an die neu von Gustav dalla Valle gegründete Underwater Sports Inc. für einen symbolischen Dollar verkauft. Zusammen mit Dick Bonin entwickelte dalla Valle die Strategie eines Verkaufs ausschließlich über professionelle Tauchsportgeschäfte. Sie brachten im ersten Jahr unter anderem den MK 2 und ein Flaschenventil mit integriertem Manometer auf den Markt.
1970 gründete Samuel C. Johnson Johnson Outdoors, um mehrere Marken im Freizeitbereich zusammenzubringen, und erwarb 1974 Scubapro.
1997 schloss sich Scubapro mit Uwatec zusammen. Uwatec wurde 1983 in der Schweiz als Hersteller von Tauchsportartikeln gegründet und erlangte ab 1987 mit der Einführung des zu diesem Zeitpunkt revolutionären Tauchcomputers Aladin Pro einen sehr guten Ruf als Tauchcomputer-Hersteller. In den frühen 90er-Jahren war Uwatec ein Synonym für Tauchcomputer. Uwatec entwickelt und fertigt heute ausschließlich Tauchcomputer, die unter dem Label Scubapro (bis ca. 2011 Scubapro-Uwatec) auf dem Markt sind.

## Produkte (Auswahl)
- 1966 Automatic Decompression Meter (Vorläufer des digitalen Tauchcomputers), MK5
- 1967 Jet Schnorchel
- 1968 Super Vision 3-Glas Maske
- 1969 Adjustable Downstream Zweite Stufe
- 1970 Erste Tarierweste
- 1972 Quick Disconnect Inflator
- 1973 Dive Timer (Manometer)
- 1974 Schmetterlingsweste
- 1975 Links einstellbarer Oktopus
- 1976 Gasgefüllter Tiefenmesser
- 1977 Zweite Stufe Pilot (Atemregler, der von der US-Navy für Tauchtiefen bis 540 m verwendet wurde)
- 1978 Stabilizing Jacket
- 1979 Erster Westenautomat (AIRII)
- 1980 Erste Stufe mit geschlossener Kapsel
- 1981 Super Chinch Band
- 1982 selbst entwässernder Schlauchverstärker
- 1984 Cystal Optical Maske
- 1988 Tri Vent Maske mit Ausblasventil
- 1989 Elektronische Konsole
- 1990 Tauchcomputer DC 11 und NC 11, PDS (Unterwassersonar)
- 1991 Trockentauchanzug
- 1992 Kugel Flaschenventil
- 1993 M5 Polar und Anti Fog Gläser
- 1998 Aladin Air Z O2 mit Oxy2 (Tauchcomputer für das halbgeschlossene Kreislauftauchgerät Dräger Dolphin)
- 2007 Galileo Sol und Terra (Upgradefähige Tauchcomputer mit Herzfrequenzmessung)
- 2012 Spectra Mirror (Maske)
- 2016 Hydros Pro Jacket (Modulares Tarierjacket)
- 2017 Galileo 2 (Weiterentwicklung des Galileo Tauchcomputers)
- 2019 Galileo HUD (Innovativer Tauchcomputer, der direkt vor der Maske befestigt wird)